# Bernard Tricot
Pour les articles homonymes, voir Tricot (homonymie).
Bernard Tricot, né le 17 juin 1920 à Aurillac et mort le 8 juin 2000 à Paris, est un haut fonctionnaire français.
Membre du Conseil d'État, il est secrétaire général de l'Élysée de 1967 à 1969.

## Biographie
Tant au Conseil d'État que dans ses nombreux détachements au sein de différents ministères, Bernard Tricot a mené une carrière de « grand commis de l’Etat » aussi bien pour moderniser la jurisprudence administrative que pour améliorer le fonctionnement de l’administration (il a présidé la Commission du Rapport du Conseil d’État) ou encore faciliter les processus de décolonisation :
- Possibilité de changer de patronyme en cas de risques ou d’inconvénients graves (1947).
- Motivation des actes administratifs, pouvoir réglementaire, conflits d’intérêts généraux …
- Préparation, en qualité de conseiller juridique du Gouvernement tunisien (puis de directeur de cabinet du Résident général), des « accords de Tunis » qui seront signés par Pierre Mendès France et Habib Bourguiba (indépendance de la Tunisie en 1956).
- Rédaction, sous l’inspiration du Général de Gaulle et la direction de Michel Debré, et avec quelques collègues, de la Constitution de la Ve République.

À la recherche d'une hypothétique troisième force en Algérie, il organise en juin 1960 la venue secrète de Si Salah à l'Élysée pour rencontrer le Général de Gaulle. (Affaire Si Salah).
Il est nommé par le général de Gaulle, successivement, chargé de mission auprès de lui, conseiller technique puis secrétaire général (1967-1969). Il travaille donc une dizaine d’années, de façon quasi-continue, à l’Élysée. Il participe à la préparation et à la négociation des accords d'Évian ainsi qu’à la mise en place d’un État et d’une administration algérienne (Rocher Noir). Il est délégué et secrétaire général du haut-commissaire de la République, Christian Fouchet, de mars à juillet 1962. 
Le Général de Gaulle et ses successeurs lui confieront d’autres missions :
- Amélioration du fonctionnement du ministère des armées par la création du Secrétariat Général pour l’Administration.
- Réflexion sur le développement de l’informatique et ses dangers, d’où sa proposition de créer la première, en France, commission spécialisée avec pouvoir juridictionnel : la Commission nationale de l'informatique et des libertés (CNIL, loi du 6 janvier 1978) dont il a été le premier secrétaire Général. Cet exemple de commission indépendante a été suivi par la création de nombreuses autres, sur le même modèle.
- Fluidité et contrôle des opérations financières, mais aussi protection des épargnants et amélioration de la participation des salariés aux profits des entreprises : il a présidé la Commission des opérations de bourse (COB) de septembre 1980 à juillet 1984.

En août 1985, il est nommé par le président de la République François Mitterrand et le Premier ministre Laurent Fabius pour mener l'enquête sur l'Affaire du Rainbow Warrior. Ce rapport sera critiqué, car se fondant sur des déclarations qui se révéleront mensongères.
Son goût pour l’architecture l’a conduit à participer, à la demande du Conseil d’État, aux opérations de reconstruction de l’après-guerre, aux interventions de la Caisse nationale des monuments historiques, ainsi qu’à la création et à la présidence de la Commission pour l’Amélioration de la Qualité des Constructions Publiques (esthétiquement et techniquement). Enfin, il s’est passionné pour la rénovation et l’animation du site de l'Abbaye de Fontevraud.
Il a été par ailleurs professeur à l'Institut d'études politiques de Paris (« Sciences Po ») de 1976 à 1984.
Membre du conseil de la Fondation Charles-de-Gaulle, il est l’un des principaux animateurs de l’Institut Charles de Gaulle, pour lequel il a préparé le colloque commémorant le centenaire de la naissance du Général.

## Publications
- Les Sentiers de la paix, Paris, Plon, 1972
- Institutions politiques françaises (avec Raphaël Hadas-Lebel), Paris, Fondation des sciences politiques & Dalloz, 1985
- Mémoires, Paris, Quai Voltaire, 1994

## Décoration
- Commandeur de la Légion d'honneur